# Burden (Kansas)
Burden es una ciudad ubicada en el condado de Cowley en el estado estadounidense de Kansas. En el año 2010 tenía una población de 535 habitantes y una densidad poblacional de 382,14 personas por km².

## Geografía
Burden se encuentra ubicada en las coordenadas 37°18′51″N 96°45′19″O / 37.31417, -96.75528 (37.314128, -96.755377).

## Demografía
Según la Oficina del Censo en 2000 los ingresos medios por hogar en la localidad eran de $26,641 y los ingresos medios por familia eran $33,833. Los hombres tenían unos ingresos medios de $29,821 frente a los $17,656 para las mujeres. La renta per cápita para la localidad era de $13,549. Alrededor del 12.2% de la población estaban por debajo del umbral de pobreza.